# Fußball-Weltmeisterschaft 1982/Gruppe 2
| Pl. | Land           | Sp. | S | U | N | Tore    | Diff. | Punkte |
| --- | -------------- | --- | - | - | - | ------- | ----- | ------ |
| 1.  | BR Deutschland | 3   | 2 | 0 | 1 | 006:300 | +3    | 04:20  |
| 2.  | Österreich     | 3   | 2 | 0 | 1 | 003:100 | +2    | 04:20  |
| 3.  | Algerien       | 3   | 2 | 0 | 1 | 005:500 | ±0    | 04:20  |
| 4.  | Chile          | 3   | 0 | 0 | 3 | 003:800 | −5    | 0:60   |

Gruppe 2 der Fußball-Weltmeisterschaft 1982:

## BR Deutschland – Algerien 1:2 (0:0)
| BR Deutschland                                             | BR Deutschland | Algerien | Algerien |
| ---------------------------------------------------------- | --- | --- | -------- |
| BR Deutschland                                             | \| 1. Gruppenspiel \| \| Mittwoch, 16. Juni 1982 um 17:15 Uhr in Gijón (El Molinón) \| \| Zuschauer: 42.000 \| \| Schiedsrichter: Enrique Labo Revoredo ( Peru) \| \| Spielbericht \|                                                            | \| 1. Gruppenspiel \| \| Mittwoch, 16. Juni 1982 um 17:15 Uhr in Gijón (El Molinón) \| \| Zuschauer: 42.000 \| \| Schiedsrichter: Enrique Labo Revoredo ( Peru) \| \| Spielbericht \|                                                                         | Algerien |
| BR Deutschland                                             | Toni Schumacher – Uli Stielike – Manfred Kaltz, Karlheinz Förster, Hans-Peter Briegel – Wolfgang Dremmler, Felix Magath (82. Klaus Fischer), Paul Breitner – Karl-Heinz Rummenigge , Horst Hrubesch, Pierre Littbarski Cheftrainer: Jupp Derwall | Mehdi Cerbah – Mahmoud Guendouz – Faouzi Mansouri, Noureddine Kourichi, Chaâbane Merzekane – Ali Fergani , Mustapha Dahleb, Lakhdar Belloumi, Djamel Zidane (63. Tedj Bensaoula) – Rabah Madjer (88. Salah Larbès), Salah Assad Cheftrainer: Rachid Mekhloufi | Algerien |
| BR Deutschland                                             | 1:1 Rummenigge (67.) | 0:1 Madjer (54.) 1:2 Belloumi (68.) | Algerien |
| BR Deutschland                                             | Hrubesch (57.) | Madjer (83.) | Algerien |
| 1. Gruppenspiel                                            | | |          |
| Mittwoch, 16. Juni 1982 um 17:15 Uhr in Gijón (El Molinón) | | |          |
| Zuschauer: 42.000                                          | | |          |
| Schiedsrichter: Enrique Labo Revoredo ( Peru)              | | |          |
| Spielbericht                                               | | |          |

## Chile – Österreich 0:1 (0:1)
| Chile                                                                      | Chile | Österreich | Österreich |
| -------------------------------------------------------------------------- | --- | --- | ---------- |
| Chile                                                                      | \| 1. Gruppenspiel \| \| Donnerstag, 17. Juni 1982 um 17:15 Uhr in Oviedo (Estadio Carlos Tartiere) \| \| Zuschauer: 22.500 \| \| Schiedsrichter: Juan Daniel Cardellino ( Uruguay) \| \| Spielbericht \|                                                           | \| 1. Gruppenspiel \| \| Donnerstag, 17. Juni 1982 um 17:15 Uhr in Oviedo (Estadio Carlos Tartiere) \| \| Zuschauer: 22.500 \| \| Schiedsrichter: Juan Daniel Cardellino ( Uruguay) \| \| Spielbericht \|                                                             | Österreich |
| Chile                                                                      | Mario Osbén – Elías Figueroa – Lizardo Garrido, René Valenzuela, Vladimir Bigorra – Rodolfo Dubó, Eduardo Bonvallet, Miguel Ángel Neira (73. Manuel Rojas), Gustavo Moscoso (66. Miguel Ángel Gamboa) – Patricio Yáñez, Carlos Caszely Cheftrainer: Luis Santibáñez | Friedrich Koncilia – Erich Obermayer – Bernd Krauss, Bruno Pezzey, Josef Degeorgi (77. Ernst Baumeister) – Roland Hattenberger, Heribert Weber (80. Gernot Jurtin), Herbert Prohaska, Reinhold Hintermaier – Walter Schachner, Hans Krankl Cheftrainer: Georg Schmidt | Österreich |
| Chile                                                                      | 0:1 Schachner (22.) | | Österreich |
| Chile                                                                      | Garrido (29.) | Degeorgi (12.), Hattenberger (66.) | Österreich |
| Chile                                                                      | Caszely schießt Foulelfmeter neben das Tor (26.) | | Österreich |
| 1. Gruppenspiel                                                            | | |            |
| Donnerstag, 17. Juni 1982 um 17:15 Uhr in Oviedo (Estadio Carlos Tartiere) | | |            |
| Zuschauer: 22.500                                                          | | |            |
| Schiedsrichter: Juan Daniel Cardellino ( Uruguay)                          | | |            |
| Spielbericht                                                               | | |            |

## BR Deutschland – Chile 4:1 (1:0)
| BR Deutschland                                            | BR Deutschland | Chile | Chile |
| --------------------------------------------------------- | --- | --- | ----- |
| BR Deutschland                                            | \| 2. Gruppenspiel \| \| Sonntag, 20. Juni 1982 um 17:15 Uhr in Gijón (El Molinón) \| \| Zuschauer: 42.000 \| \| Schiedsrichter: Bruno Galler ( Schweiz) \| \| Spielbericht \|                                                                                        | \| 2. Gruppenspiel \| \| Sonntag, 20. Juni 1982 um 17:15 Uhr in Gijón (El Molinón) \| \| Zuschauer: 42.000 \| \| Schiedsrichter: Bruno Galler ( Schweiz) \| \| Spielbericht \|                                                                                          | Chile |
| BR Deutschland                                            | Toni Schumacher – Uli Stielike – Manfred Kaltz, Karlheinz Förster, Hans-Peter Briegel – Wolfgang Dremmler, Felix Magath, Paul Breitner (61. Lothar Matthäus) – Karl-Heinz Rummenigge , Horst Hrubesch, Pierre Littbarski (78. Uwe Reinders) Cheftrainer: Jupp Derwall | Mario Osbén – Elías Figueroa – Lizardo Garrido, René Valenzuela, Vladimir Bigorra – Rodolfo Dubó, Eduardo Bonvallet, Mario Soto (46. Juan Carlos Letelier), Gustavo Moscoso – Patricio Yáñez, Miguel Ángel Gamboa (66. Miguel Ángel Neira) Cheftrainer: Luis Santibáñez | Chile |
| BR Deutschland                                            | 1:0 Rummenigge (9.) 2:0 Rummenigge (57.) 3:0 Rummenigge (66.) 4:0 Reinders (83.) | 4:1 Moscoso (90.) | Chile |
| BR Deutschland                                            | Dubó (11.), Gamboa (29.) | | Chile |
| 2. Gruppenspiel                                           | | |       |
| Sonntag, 20. Juni 1982 um 17:15 Uhr in Gijón (El Molinón) | | |       |
| Zuschauer: 42.000                                         | | |       |
| Schiedsrichter: Bruno Galler ( Schweiz)                   | | |       |
| Spielbericht                                              | | |       |

## Algerien – Österreich 0:2 (0:0)
| Algerien                                                               | Algerien | Österreich | Österreich |
| ---------------------------------------------------------------------- | --- | --- | ---------- |
| Algerien                                                               | \| 2. Gruppenspiel \| \| Montag, 21. Juni 1982 um 17:15 Uhr in Oviedo (Estadio Carlos Tartiere) \| \| Zuschauer: 22.000 \| \| Schiedsrichter: Tony Boskovic ( Australien) \| \| Spielbericht \|                                                                  | \| 2. Gruppenspiel \| \| Montag, 21. Juni 1982 um 17:15 Uhr in Oviedo (Estadio Carlos Tartiere) \| \| Zuschauer: 22.000 \| \| Schiedsrichter: Tony Boskovic ( Australien) \| \| Spielbericht \|                                                                    | Österreich |
| Algerien                                                               | Mehdi Cerbah – Mahmoud Guendouz – Chaâbane Merzekane, Noureddine Kourichi, Faouzi Mansouri – Ali Fergani , Mustapha Dahleb (76. Djamel Tlemçani), Lakhdar Belloumi (65. Tedj Bensaoula) – Rabah Madjer, Djamel Zidane, Salah Assad Cheftrainer: Rachid Mekhloufi | Friedrich Koncilia – Erich Obermayer – Bernd Krauss, Bruno Pezzey, Josef Degeorgi – Roland Hattenberger, Herbert Prohaska (81. Heribert Weber), Reinhold Hintermaier, Ernst Baumeister (46. Kurt Welzl) – Walter Schachner, Hans Krankl Cheftrainer: Georg Schmidt | Österreich |
| Algerien                                                               | 0:1 Schachner (55.) 0:2 Krankl (67.) | | Österreich |
| Algerien                                                               | Mansouri (67.) | | Österreich |
| 2. Gruppenspiel                                                        | | |            |
| Montag, 21. Juni 1982 um 17:15 Uhr in Oviedo (Estadio Carlos Tartiere) | | |            |
| Zuschauer: 22.000                                                      | | |            |
| Schiedsrichter: Tony Boskovic ( Australien)                            | | |            |
| Spielbericht                                                           | | |            |

## Algerien – Chile 3:2 (3:0)
| Algerien                                                                   | Algerien | Chile | Chile |
| -------------------------------------------------------------------------- | --- | --- | ----- |
| Algerien                                                                   | \| 3. Gruppenspiel \| \| Donnerstag, 24. Juni 1982 um 17:15 Uhr in Oviedo (Estadio Carlos Tartiere) \| \| Zuschauer: 16.000 \| \| Schiedsrichter: Rómulo Méndez Molina ( Guatemala) \| \| Spielbericht \|                                                       | \| 3. Gruppenspiel \| \| Donnerstag, 24. Juni 1982 um 17:15 Uhr in Oviedo (Estadio Carlos Tartiere) \| \| Zuschauer: 16.000 \| \| Schiedsrichter: Rómulo Méndez Molina ( Guatemala) \| \| Spielbericht \|                                                          | Chile |
| Algerien                                                                   | Mehdi Cerbah – Mahmoud Guendouz – Chaâbane Merzekane, Noureddine Kourichi, Faouzi Mansouri (73. Mustapha Dahleb) – Ali Fergani , Salah Larbès, Abdelmajid Bourebbou (31. Hocine Yahi) – Rabah Madjer, Tedj Bensaoula, Salah Assad Cheftrainer: Rachid Mekhloufi | Mario Osbén – Elías Figueroa – Lizardo Garrido, René Valenzuela, Vladimir Bigorra – Rodolfo Dubó, Eduardo Bonvallet (38. Mario Soto), Miguel Ángel Neira, Gustavo Moscoso – Patricio Yáñez, Carlos Caszely (38. Juan Carlos Letelier) Cheftrainer: Luis Santibáñez | Chile |
| Algerien                                                                   | 1:0 Assad (7.) 2:0 Assad (31.) 3:0 Bensaoula (35.) | 3:1 Neira (59., Foulelfmeter) 3:2 Letelier (73.) | Chile |
| Algerien                                                                   | Letelier (88.) | | Chile |
| 3. Gruppenspiel                                                            | | |       |
| Donnerstag, 24. Juni 1982 um 17:15 Uhr in Oviedo (Estadio Carlos Tartiere) | | |       |
| Zuschauer: 16.000                                                          | | |       |
| Schiedsrichter: Rómulo Méndez Molina ( Guatemala)                          | | |       |
| Spielbericht                                                               | | |       |

## BR Deutschland – Österreich 1:0 (1:0)
| BR Deutschland                                            | BR Deutschland | Österreich | Österreich |
| --------------------------------------------------------- | --- | --- | ---------- |
| BR Deutschland                                            | \| 3. Gruppenspiel \| \| Freitag, 25. Juni 1982 um 17:15 Uhr in Gijón (El Molinón) \| \| Zuschauer: 41.000 \| \| Schiedsrichter: Robert Valentine ( Schottland) \| \| Spielbericht \|                                                                                 | \| 3. Gruppenspiel \| \| Freitag, 25. Juni 1982 um 17:15 Uhr in Gijón (El Molinón) \| \| Zuschauer: 41.000 \| \| Schiedsrichter: Robert Valentine ( Schottland) \| \| Spielbericht \|                                      | Österreich |
| BR Deutschland                                            | Toni Schumacher – Uli Stielike – Manfred Kaltz, Karlheinz Förster, Hans-Peter Briegel – Wolfgang Dremmler, Felix Magath, Paul Breitner – Karl-Heinz Rummenigge (66. Lothar Matthäus), Horst Hrubesch (68. Klaus Fischer), Pierre Littbarski Cheftrainer: Jupp Derwall | Friedrich Koncilia – Erich Obermayer – Bernd Krauss, Bruno Pezzey, Josef Degeorgi – Roland Hattenberger, Heribert Weber, Herbert Prohaska, Reinhold Hintermaier – Walter Schachner, Hans Krankl Cheftrainer: Georg Schmidt | Österreich |
| BR Deutschland                                            | 1:0 Hrubesch (10.) | | Österreich |
| BR Deutschland                                            | Hintermaier (32.), Schachner (32.) | | Österreich |
| 3. Gruppenspiel                                           | | |            |
| Freitag, 25. Juni 1982 um 17:15 Uhr in Gijón (El Molinón) | | |            |
| Zuschauer: 41.000                                         | | |            |
| Schiedsrichter: Robert Valentine ( Schottland)            | | |            |
| Spielbericht                                              | | |            |